# 西雅图超音速
西雅图超音速（英語：Seattle SuperSonics），是一支前美国NBA篮球队。其主场位于华盛顿州西雅图。2008年球季完結後，遷移至奧克拉荷馬市並改名為俄克拉荷马城雷霆，令西雅圖從此失去了一支NBA球隊。

## 球队历史
该队是西雅图最早成立的职业体育俱乐部。成立于1967年10月。1975年首次打入季后赛，1979年首次获得NBA总冠军，在季後賽中，超音速隊在西部決賽系列賽的七場比賽中擊敗了鳳凰城太陽，並在總決賽中與華盛頓子彈再次對上，其中子彈隊在五場比賽中輸給了超音速隊，為超音速隊帶來了他們的第一個也是唯一一個NBA 冠軍。冠軍球隊名單包括盖斯·威廉姆斯和總決賽MVP丹尼斯·強森、二年級全明星中鋒傑克·希克馬、前鋒約翰·約翰遜和朗尼·謝爾頓，以及關鍵替補弗雷德·布朗和保羅·塞拉斯。
1990年代，是超音速隊的顛峰時期，亦是超音速歷來最受矚目的年代。該隊由加里·佩顿、肖恩·坎普、肯達爾·吉爾及教練喬治·卡爾帶領下於1994年取得全聯盟最佳的常規賽成績—63勝19負。然而在正規賽所向無敵的超音速，在季後賽卻出師不利，於首輪面對排名最低的八號種子丹佛金塊，結果被金塊隊上演讓二追三恥辱性首圈出局，震驚籃壇。超音速成為NBA史上首支於季後賽首輪就被八號種子淘汰出局的一號種子球隊。1995年，超音速以57勝25負再度殺入季後賽，卻再一次被排名比自己低的對手淘汰（洛杉磯湖人，48勝34負）。到了1996年，超音速以64勝18負完成正規賽。這一次，他們走得更遠，並殺入總決賽。可是他們於總決賽遇上當時所向無敵、由麥可·喬丹帶領的芝加哥公牛，結果，他們以二勝四負失利。這次是超音速近年最有機會奪得總冠軍的時機。
值得一提的是，超音速在季後賽的天敵正是洛杉磯湖人，雖然歷史上兩隊於季後賽交鋒各有勝負，但超音速從沒有在湖人隊的主場拿下一場比賽的勝利。這意味著即使他們於季後賽種子排名比湖人隊為高，但假如他們被湖人隊於自己的主場拿下其中一場勝利，那麼最終他們將被踢出局。當中例子有1994-95年季後賽，以及1997-98年季後賽，當時超音速於正規賽戰績皆比湖人隊為高，卻因為於季後賽曾於主場失利，最終被湖人隊淘汰。

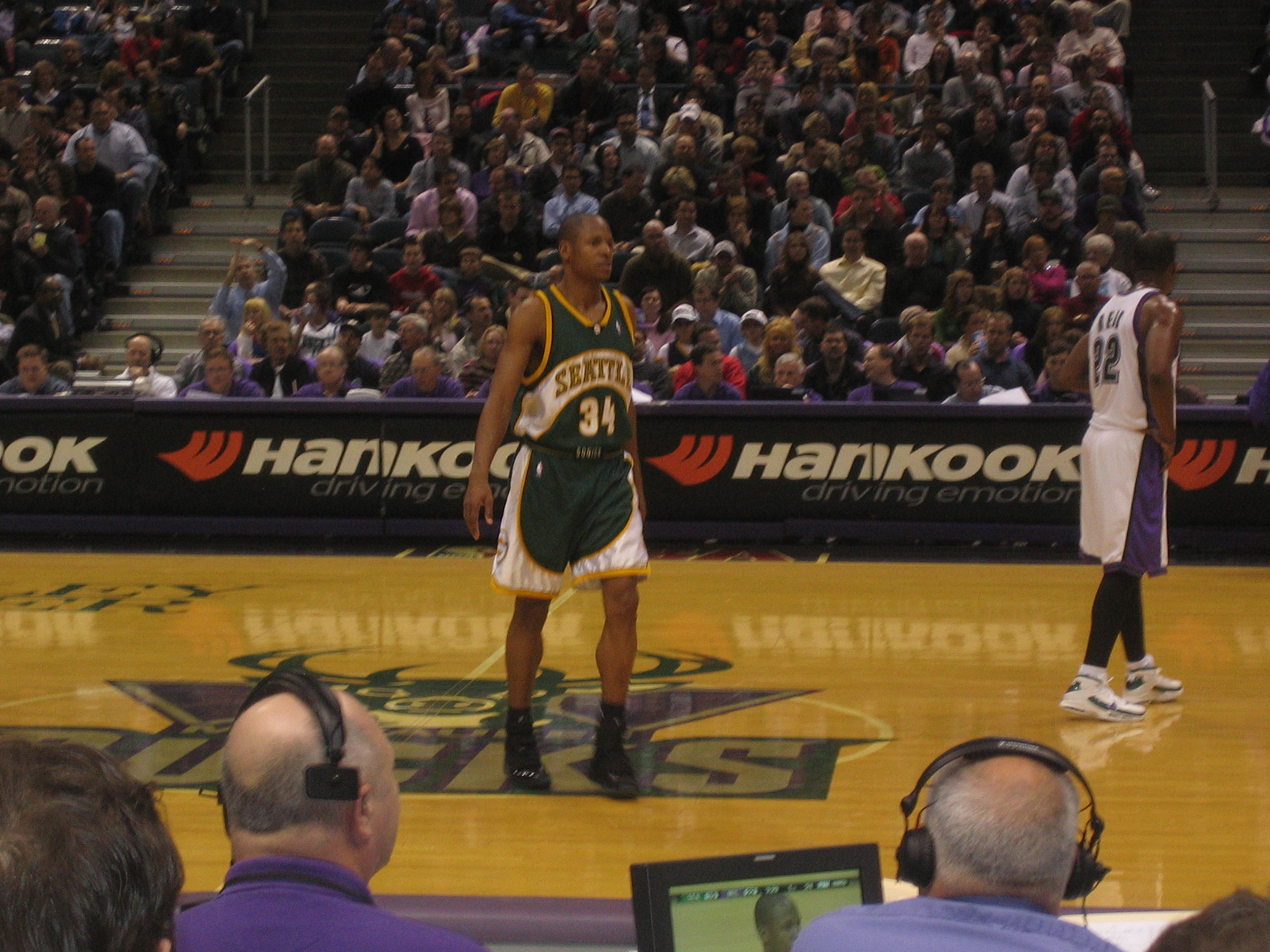
2006年2月，當時效力於超音速隊的雷·艾倫

2006年11月5日，西雅圖超音速在中場休息時間宣布肖恩·坎普、雷·艾倫、史賓瑟·海伍德、達勒·艾利斯、弗萊德·布朗、丹尼斯·強森、拉沙德·路易斯、澤維爾·麥克丹尼爾、内特·麦克米兰、蓋瑞·裴頓、萨姆·帕金斯、德特夫·史倫夫、傑克·希克馬、斯里克·沃茨、藍尼·威肯斯和盖斯·威廉姆斯等十六人入選為西雅圖超音速40週年紀念隊。

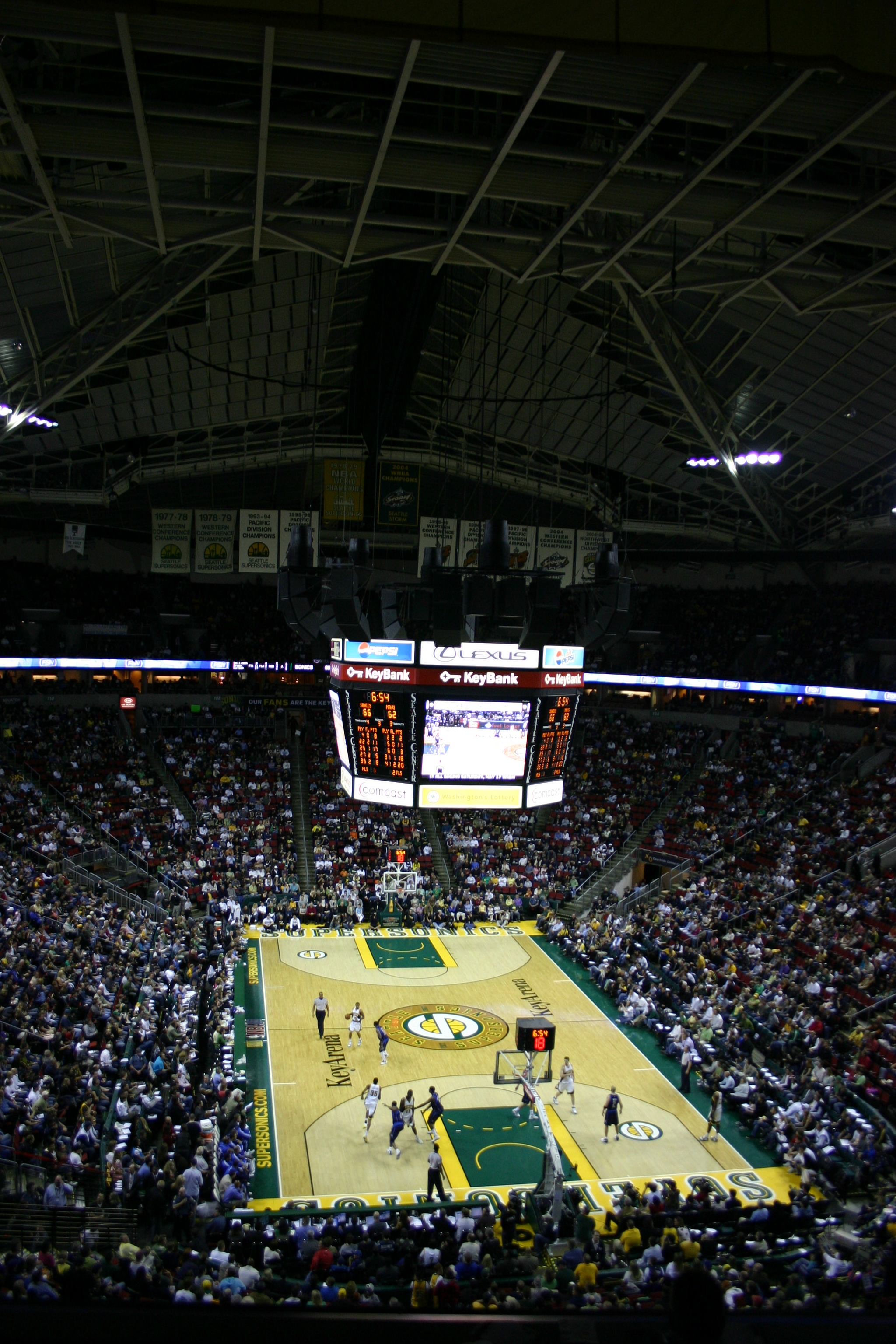
2008年4月13日，超音速隊於主場館鑰匙競技場的最後一場比賽

### 搬遷到奧克拉荷馬城
從2001年到2006年，星巴克名譽主席，前總裁兼首席執行官霍華德·舒爾茨是球隊的大股東，以及58名合夥人或小業主，作為經營西雅圖籃球俱樂部的一部分。2006年7月18日，在說服華盛頓州政府官員提供資金更新鑰匙競技場的努力失敗後，舒爾茨和西雅圖籃球俱樂部LLP以3.5億美元的價格將超音速及其WNBA的西雅圖風暴出售給職業籃球俱樂部有限責任公司（PBC），這是一個由奧克拉荷馬城商人克萊·本尼特領導的投資集團。舒爾茨將特許經營權賣給了本尼特的集團，因為他們認為本尼特會把特許經營權留在西雅圖，而不是把球隊搬到奧克拉荷馬城。
2008年1月1日，由於球隊新老闆本尼特與西雅圖市政府因場館問題引致談判破裂，球隊開始逐步遷至奧克拉荷馬市，並改名為俄克拉何马城雷霆。本尼特將保留超音速隊名的擁有權，但是承諾不會在球隊遷至俄克拉州荷馬城後繼續沿用這個名字，而如果西雅圖有新的NBA球隊遷入且欲使用超音速這個隊名，他將無償讓出。

## 重啟計畫
自超音速遷移後，讓超音速隊重返西雅圖的呼聲就一直沒停止；NBA主席蕭華在2017年「球員論壇（The Players Tribune）」的訪談中，被問到西雅圖獲得NBA球隊的可能性時表示，確實是有繼續拓展球隊的可能性，不過他仍不打算為此訂出一個時間表。眾多NBA球星如凱文·杜蘭特、雷·艾倫、凱文·賈奈特均曾表態支持超音速回歸西雅圖的計畫。

## 著名球员

### 篮球名人堂
- 兰尼·威尔肯斯（球员及教练）
- 加里·佩顿
- 大衛·湯普森
- 派屈克·尤英
- 丹尼斯·強森 (1979年總冠軍賽MVP)
- 薩魯納斯·瑪律丘利奧尼斯（英语：Šarūnas Marčiulionis）
- 史賓瑟·海伍德
- 雷·艾倫
- 羅德·索恩（英语：Rod Thorn）
- 比爾·羅素（曾擔任超音速教練）
- K·C·瓊斯（曾擔任超音速教練）
- 傑克·希克馬
- 保罗·韦斯特法尔
- 喬治·卡爾

### 退休球衣號碼
| 西雅圖超音速退休球衣號碼 | 西雅圖超音速退休球衣號碼 | 西雅圖超音速退休球衣號碼 | 西雅圖超音速退休球衣號碼 | 西雅圖超音速退休球衣號碼 |
| 背號                     | 球員                     | 位置                     | 效力時間                 | 退休日期                 |
| ------------------------ | ------------------------ | ------------------------ | ------------------------ | ------------------------ |
| 1                        | 蓋斯·威廉姆斯            | 後衛                     | 1977–1984                | 2004年3月26日            |
| 10                       | 內特·麥克米蘭            | 後衛                     | 1986–1998 1              | 1999年3月24日            |
| 19                       | 蘭尼·威爾肯斯            | 後衛                     | 1968–1972 2              | 1979年10月19日           |
| 24                       | 史賓瑟·海伍德            | 前鋒                     | 1971–1975                | 2007年2月26日            |
| 32                       | 弗雷德·布朗              | 後衛                     | 1971–1984                | 1986年11月6日            |
| 43                       | 傑克·希克馬              | 中鋒                     | 1977–1986                | 1992年11月21日           |
|                          | 鮑勃·布萊克本            | 播報員                   | 1967–1992                | 1993年4月17日            |

註:
- 1 2000年-2005年擔任總教練。
- 2 1969年-1972年和1977年-1985年擔任總教練。

### 曾效力過的著名球員
| 曾效力過的著名球員 |           |
| 球員               | 活躍年份  |
| 雷·艾倫            | 1996–2014 |
| 史賓瑟·海伍德      | 1969–1983 |
| 達勒·艾利斯        | 1983–2000 |
| 弗萊德·布朗        | 1971–1984 |
| 丹尼斯·強森        | 1976–1990 |
| 拉沙德·路易斯      | 1998–2014 |
| 澤維爾·麥克丹尼爾  | 1985–1998 |
| 内特·麦克米兰      | 1986–1998 |
| 蓋瑞·裴頓          | 1990–2007 |
| 萨姆·帕金斯        | 1984–2001 |
| 德特夫·史倫夫      | 1985–2001 |
| 傑克·希克馬        | 1977–1991 |
| 史瑞克·沃茨        | 1973–1979 |
| 藍尼·威肯斯        | 1960–1975 |
| 盖斯·威廉姆斯      | 1975–1987 |
| 肖恩·坎普          | 1989–2003 |
| 凱文·杜蘭特        | 2007–     |
| 布伦特·巴里        | 1995–2009 |
| 汤姆·钱伯斯        | 1981–1997 |

- 註: 2008年後為雷霆